# Ekonomski fakultet u Zagrebu
Ekonomski fakultet Sveučilišta u Zagrebu ili Ekonomski fakultet Zagreb (EFZG), sastavnica je Sveučilišta u Zagrebu i vodeća visokoobrazovna i znanstveno-istraživačka institucija u području ekonomije i poslovne ekonomije u Hrvatskoj. Svoje sjedište ima u glavnoj zgradi na Trgu Johna Fitzgeralda Kennedyja 6, a posjeduje i objekt u sklopu Znanstveno-učilišnog kampusa Borongaj, Borongajska cesta 83f.
Svoju povijest i tradiciju EFZG počinje 1920. godine osnutkom Visoke škola za trgovinu i promet, dok je današnji naziv Ekonomski fakultet dobio 1947. godine. Kroz povijest mijenjale su se lokacije i nazivi Fakulteta.
Prvi je fakultet u sklopu Sveučilišta u Zagrebu koji posjeduje certifikat sustava upravljanja kvalitetom prema međunarodnoj normi ISO 9001:2015.[nedostaje izvor]

## Povijest
Začetkom današnjeg Ekonomskog fakulteta smatra se Visoka škola za trgovinu i promet u Zagrebu, koja je s radom počela 1920. godine. Svrha je osnivanja Visoke škole za trgovinu i promet bila pružanje temeljite teorijske naobrazbe u područjima bankarstva, domaće i međunarodne trgovine, prometa, konzularne službe, osiguranja. Također, ovdje su se obučavali kandidati za nastavnike u višim trgovačkim školama, odnosno trgovačkim akademijama, a nastava je trajala 6 semestara. Broj se upisanih studenata neprekidno povećavao, tako da je u akademskoj godini 1923./24. bilo upisano 1.125 studenata. 
Godine 1925., na inicijativu tadašnjega ministra prosvjete Stjepana Radića, ova ustanova postaje Ekonomsko-komercijalna visoka škola s pravnim položajem sveučilišnog fakulteta, a nastava se produljuje na 8 semestara. Ekonomsko-komercijalna visoka škola također je provodila postupak za stjecanje odnosno nostrifikaciju doktorata ekonomsko-komercijalnih znanosti. Nakon Drugoga svjetskog rata, Uredbom Vlade NR Hrvatske od 4. travnja 1947., iz te škole godine nastaje Ekonomski fakultet. U Zagrebu je 1956. godine osnovana i Visoka privredna škola s dvogodišnjim studijem i nastavnim planom prilagođenim odraslim polaznicima s iskustvom u gospodarstvenoj praksi. 
Godine 1968. Ekonomski fakultet i Visoka privredna škola ujedinjuju se u Fakultet ekonomskih nauka. Nakon 14 godina, 1982. godine, integriraju se Fakultet ekonomskih nauka i Fakultet za vanjsku trgovinu u Ekonomski fakultet — Zagreb. Važno je istaknuti kako je upravo Ekonomski fakultet - Zagreb bio prvi i glavni 'rasadnik' ekonomske znanstvene i stručne misli, literature i djelatnika uz pomoć kojih su se osnivali ostali ekonomski fakulteti u Hrvatskoj i bližem okruženju, a u novijoj hrvatskoj povijesti i privatnih poslovnih škola i sveučilišta.

## Lokacije i prometna povezanost
Ekonomski fakultet - Zagreb je kroz svoju dugu povijest djelovao na više lokacija, a od 1952. godine do danas svoje sjedište i glavninu svoje djelatnosti ima na adresi Trg J. F. Kennedyja 6, Zagreb. Završetkom dogradnje 1987. godine Fakultet je dobio jednu od najvećih i najopremljenijih zgrada visokih učilišta u Republici Hrvatskoj čiji prostorni kapaciteti omogućuju kvalitetno izvođenje nastave, održavanje domaćih i međunarodnih znanstvenih i stručnih skupova, izvannastavne aktivnosti studenata (knjižnica, sportski sadržaji, chilling zone i dr.), prehranu studenata i djelatnika Fakulteta itd. 
Glavna zgrada Fakulteta vrlo dobro je prometno povezana javnim prijevozom s ostatkom grada. U neposrednoj blizini zgrade nalazi se tramvajska postaja Svetice, koja linijama 1 i 17 povezuje Fakultet s Trgom bana Josipa Jelačića te linijom 9 s Glavnim željezničkim kolodvorom, a obje lokacije udaljene su svega 15-ak minuta vožnje tramvajem od zgrade Fakulteta. U neposrendoj blizini zgrade nalazi se prostrano parkiralište s 300-tinjak parkirališnih mjesta, ali i Javna garaža Svetice sa 100-tinjak parkirališnih mjesta. U sklopu prakirališta nalazi se i taksi stajalište.
- Ukupna površina objekta : 30.303 m2
- Broj dvorana: 52
- Broj sjedećih mjesta u dvoranama: 4.021
- Broj kabineta za nastavno osoblje: 180
- Broj katedri: 17
- Knjižnica: 1
- Sportski sadržaji: 4.990 m2
- Restoran: 1.650 m2

Fakultet je u sklopu Znanstveno – učilišnog kampusa Borongaj 2011. godine otvorio (tada) novouređen objekt u kojem se nalaze četiri dvorane za održavanje nastave s pratećim prostorijama, čime su prostorni kapaciteti povećani kako bi se zadovoljile dodatne potrebe za izvođenjem nastave na stručnim studijima Fakulteta. 
Zgrada Fakulteta u Kampusu na Borongaju povezana je ZET-ovom autobusnom linijom br. 215 od Kvaternikovog trga ili linijom 236 koja se nadovezuje na tramvajsko stajalište u ulici grada Gospića kojom prometuju dnevne linije br. 2, 3 i 13. U blizini objekta Fakulteta nalazi se i menza Studentskog centra koja osigurava prehrambene potrebe studenata nekoliko fakulteta koji djeluju nutar Kampusa.
- Ukupna površina objekta: 833 m2
- Broj dvorana: 4
- Broj sjedećih mjesta u dvoranama: 390
- Broj kabineta za nastavno osoblje: 5

## Ustrojstvo
Ekonomski fakultet - Zagreb, u svojoj organizacijskoj strukturi ima 28 organizacijskih jedinica: 17 katedri i 11 stručnih službi. 
Katedre su organizacijske jedinice koje čine nastavni i znanstveno-istraživački potencijal Fakulteta, u kojem djeluje nastavno osoblje ustrojeno u sljedećim katedrama:
- 1. Katedra za financije,
- 2. Katedra za demografiju,
- 3. Katedra za ekonomsku teoriju,
- 4. Katedra za ekonomiku poduzeća,
- 5. Katedra za informatiku,
- 6. Katedra za makroekonomiju i gospodarski razvoj,
- 7. Katedra za marketing,
- 8. Katedra za matematiku,
- 9. Katedra za međunarodnu ekonomiju,
- 10. Katedra za poslovne strane jezike,
- 11. Katedra za organizaciju i menadžment,
- 12. Katedra za pravo,
- 13. Katedra za računovodstvo,
- 14. Katedra za statistiku,
- 15. Katedra za trgovinu i međunarodno poslovanje,
- 16. Katedra za tjelesnu i zdravstvenu kulturu te
- 17. Katedra za turizam.

Stručne službe su prateće organizacijske jedinice Fakulteta koje osiguravaju pravni, administrativni i tehnički okvir djelovanja u okviru kojih djeluje nenastavno osoblje ustrojeno u sljedećim stručnim službama:
- 1. Informatička služba,
- 2. Knjižnično-dokumentacijski centar,
- 3. Referada za poslijediplomske studije,
- 4. Služba za arhiv i potporu poslovnim procesima,
- 5. Služba za financije i računovodstvo,
- 6. Služba za kadrovske i pravne poslove,
- 7. Služba za tehničke i opće poslove,
- 8. Studentska referada,
- 9. Tajništvo Fakulteta,
- 10. Ured za međunarodnu suradnju i
- 11. Ured za savjetovanje i razvoj karijera.

## Uprava
- Sanja Sever Mališ, dekanica
- Nikolina Dečman, prodekanica za poslovanje, protokol i organizaciju
- Jakša Krišto, prodekan za studente, nastavu i suradnju s gospodarstvom
- Zoran Krupka, prodekan za upravljanje kvalitetom, internacionalizaciju i znanost
- Ljubica Milanović, prodekanica za studijske programe, komunikaciju i digitalizaciju
- Zoran Wittine, prodekan za infrastrukturu i poslovne procese

Profesori koji su, od osamostaljenja Republike Hrvatske, obnašali dužnost dekana Ekonomskog fakulteta - Zagreb su:
- Miljenko Bilen, Katedra za trgovinu i turizam - 1991. – 1994.
- Pere Sikavica, Katedra za organizaciju i menadžment - 1994. – 1996.
- Boris Vukonić, Katedra za turizam - 1996. – 2000.
- Soumitra K. Sharma, Katedra za makroekonomiju i gospodarski razvoj - 2000. – 2002.
- Ivan Lovrinović, Katedra za financije - 2002. – 2006.
- Darko Tipurić, Katedra za organizaciju i menadžment - 2006. – 2010.
- Tonći Lazibat, Katedra za trgovinu i međunarodno poslovanje - 2010. – 2014.
- Lajoš Žager, Katedra za računovodstvo - 2014. – 2018.
- Jurica Pavičić, Katedra za marketing - 2018. – 2020.
- Jurica Pavičić, Katedra za marketing - 2020. – 2022.

Novoizabrana dekanica za mandatno razdoblje 2024./2025., 2025./2026. i 2026./2027. je Sanja Sever Mališ.

## Obrazovna i istraživačka djelatnost
Ekonomski fakultet - Zagreb izvodi nastavu u dvije obrazovne vertikale: 1) na sveučilišnoj i 2) na stručnoj vertikali. 
Na sveučilišnoj vertikali se izvode nastavni planovi i programi petogodišnjih integriranih preddiplomskih i diplomskih sveučilišnih studija, jednoipolgodišnjih poslijediplomskih specijalističkih studija i trogodišnjih poslijediplomskih sveučilišnih (doktorskih) studija. 
Na stručnoj vertikali se izvode nastavni planovi i programi trogodišnjeg preddiplomskog stručnog studija i dvogodišnjih specijalističkih diplomskih stručnih studija. 
Osim studijskih programa na hrvatskom jeziku, Fakultet izvodi i dva sveučilišna studijska programa na engleskom jeziku na preddiplomskoj i diplomskoj razini (model 4+1 godina): 1) Preddiplomski sveučilišni studij na engleskom jeziku - Bachelor Degree in Business i Diplomski sveučilišni studij na engleskom jeziku - Master Degree in Business sa smjerovima Managerial Informatics, Management i Trade and International Business te 2) Preddiplomski sveučilišni studij na engleskom jeziku - Bachelor Degree in Economics i Diplomski sveučilišni studij na engleskom jeziku - Master Degree in Economics. Studijski programi definirani su u skladu s ishodima učenja studenata i međunarodnim standardima što potvrđuju nacionalne dopusnice za izvođenje tih studija te međunarodne EPAS i AACSB akreditacije. 
Osim redovitih studijskih programa, Fakultet je tradicionalno orijentiran i na programe cjeloživotnog obrazovanja.
U svojoj ukupnosti, Fakultet ima najveći portfelj studijskih programa u području ekonomije i poslovne ekonomije u Hrvatskoj što je dokaz znanja i stručnosti njegovih nastavnika, njihove aktivne uključenosti u međunarodne tokove obrazovanja i znanstvenog istraživanja, ali su prije svega rezultat praćenja potreba gospodarstva i javnog sektora u Republici Hrvatskoj.

#### Sveučilišni studiji
- Integrirani preddiplomski i diplomski sveučilišni studij Poslovna ekonomija koji traje 5 godina (10 semestara);
- Integrirani preddiplomski i diplomski sveučilišni studij Ekonomija koji traje 5 godina (10 semestara);
- Preddiplomski sveučilišni studij na engleskom jeziku Bachelor Degree in Business koji traje 4 godine (8 semestara);
- Diplomski sveučilišni studij na engleskom jeziku Master Degree in Business sa smjerovima Managerial Informatics, Management i Trade and International Business koji traje 1 godinu (2 semestra);
- Preddiplomski sveučilišni studij na engleskom jeziku Bachelor Degree in Economics koji traje 4 godine (8 semestara);
- Diplomski sveučilišni studij na engleskom jeziku Master Degree in Economics koji traje 1 godinu (2 semestra);
- Poslijediplomski specijalistički studij (36 programa) koji traje jednu i pol godinu (3 semestra);
- Poslijediplomski sveučilišni (doktorski) studij Ekonomije i Poslovne ekonomije koji traje 3 godine (6 semestara);
- Poslijediplomski sveučilišni (doktorski) studij Ekonomija i globalna sigurnost koji traje 3 godine (6 semestara);
- Poslijediplomski sveučilišni (doktorski) studij Poslovna ekonomija u digitalnom okruženju koji traje 3 godine (6 semestara) i koji se izvodi zajednički s Odjelom za ekonomiju i poslovnu ekonomiju Sveučilišta u Dubrovniku.

#### Stručni studiji
- Preddiplomski stručni studij Poslovna ekonomija sa smjerovima Računovodstvo i financije, Trgovinsko poslovanje i Turističko poslovanje koji traje 3 godine (6 semestara);
- Specijalistički diplomski stručni studiji Ekonomika poduzetništva, Ekonomika energije i okoliša, Elektroničko poslovanje u privatnom i javnom sektoru, Menadžment i marketing maloprodaje i Digitalni marketing koji traju 2 godine (4 semestra).

### Znanstveni i stručni rad
Na Ekonomskom fakultetu - Zagreb nositelji znanstvene i stručne djelatnosti su njegovi profesori, docenti, asistenti i predavači, čija se kvalificiranost utvrđuje izborom u odgovarajuća znanstveno-nastavna, nastavna i suradnička zvanja, a u skladu sa Zakonom o znanstvenoj djelatnosti i visokom obrazovanju i Statutom Ekonomskog fakulteta - Zagreb. Istraživačka djelatnost zaposlenika ostvaruje se preuzimanjem ugovornih obveza i radom na istraživačkim programima, projektima, analizama i studijama te individualnim istraživanjima i stvaralaštvom. Sudjelujući na brojnim domaćim i međunarodnim konferencijama, studijskim boravcima i gostujućim predavanjima nastavnici Fakulteta su prepoznati kao vrhunski stručnjaci, izvrsni predavači i istraživači u svojim područjima.
Pored svojih nastavnika, Fakultet ugošćuje i brojne inozemne i domaće stručnjake, znanstvenike i predavače, a domaćin je i organizator brojnih međunarodnih i domaćih znanstvenih skupova.

### Izdavačka djelatnost
Ekonomski fakultet - Zagreb ima bogatu izdavačku djelatnost, bilo da se radi o publiciranju periodičkih znanstvenih časopisa i publikacija ili o podupiranju i sudjelovanju u izdavanju mnogih udžbenika svojih nastavnika za potrebe izvođenja nastave na matičnoj instituciji, ali i na drugim ekonomskim i srodnim fakultetima i visokim poslovnim školama u Hrvatskoj i bližem okruženju. Posljednjih godina raste broj publikacija kojima je izdavač upravo Fakultet, posebice monografija, udžbenika i zbornika radova domaćih i međunarodnih konferencija. Fakultet izdaje nekoliko renomiranih i međunarodno priznatih znanstvenih časopisa:
- Acta Turistica (indeksiran u WoS, Scopus i drugim bazama)
- INTEREULAWEA§T (indeksiran u SCOPUS i drugim bazama)
- Poslovna izvrsnost / Business Excellence (indeksiran u EconLit i drugim bazama)
- Tržište / Market (indeksiran u WoS, Scopus i drugim bazama)
- Zagreb International Review of Economics and Business (ZIREB) (indeksiran u WoS i drugim bazama)
- Zbornik Ekonomskog fakulteta u Zagrebu (indeksiran u EconLit i drugim bazama)

## Međunarodna suradnja
Međunarodna suradnja jedan je od ključnih elemenata koji jamče, unaprjeđuju i potiču kvalitetu visokoobrazovnih institucija. Ekonomski fakultet – Zagreb prepoznao je značenje međunarodne suradnje pa stoga provodi niz aktivnosti usmjerenih k ostvarenju ciljeva vezanih za međunarodnu suradnju:
- uspostavljanje međunarodne suradnje i intenziviranje partnerstva sa sličnim institucijama u Europi i izvan nje;
- poticanje razmjene znanja povećanjem mobilnosti studenata te nastavnog i administrativnog osoblja;
- razvoj obrazovnih programa na engleskom jeziku po uzoru na vodeće ekonomske i srodne fakultete i sveučilišta u svijetu;
- sudjelovanje u međunarodnim projektima, osobito u području istraživanja i visokog obrazovanja;
- ostvarenje renomiranih akreditacija u svrhu jamstva kvalitete obrazovanja i istraživanja;
- povećanje broja članstva u renomiranim udruženjima.

Potpisani su brojni bilateralni sporazumi, razna partnerstva i suradnje, a iz godine u godinu bilježi se sve veći interes stranih studenata za studiranje na Ekonomskom fakultetu - Zagreb.

### Ured za međunarodnu suradnju
Ekonomski fakultet - Zagreb ima Ured za međunarodnu suradnju, koji je središnje mjesto za administrativnu potporu međunarodnim aktivnostima studenata i nastavnog/nenastavnog osoblja, a bavi se sljedećim aktivnostima:
- sklapanjem bilateralnih sporazuma najčešće u svrhu mobilnosti;
- informiranjem o međunarodnim stipendijama, natječajima, ljetnim školama i sl., kako za studente tako i za nastavno/nenastavno osoblje Fakulteta;
- provedbama međunarodnih natječaja (ERASMUS, CEEPUS, JOSZEF, BASILEUS, bilaterala Sveučilišta u Zagrebu, Ekonomskog fakulteta - Zagreb, MZO-a i sl.)
- pružanje administrativne podrške stranim studentima na razmjeni;
- davanje administrativne potpore studijskim programima Fakulteta na engleskom jeziku;
- organiziranje gostovanja inozemnih predavača;
- informativna i administrativna podrška za sudjelovanje u međunarodnim projektima.

### EPAS akreditacija
Još 2006. godine Fakultet je razvio Preddiplomski sveučilišni studij na engleskom jeziku "Bachelor Degree in Business", namijenjen hrvatskim i stranim studentima. S ciljem što boljeg pozicioniranja Fakulteta na regionalnom tržištu, 2008. godine donesena je strateška odluka da se navedeni studijski program na engleskom jeziku akreditira međunarodnom EPAS (European Programme Accreditation System) akreditacijom unutar sustava Europske zaklade za razvoj menadžmenta (EFMD - European Foundation for Management Development). EPAS akreditacija dodjeljuje se onim programima iz poslovne ekonomije i menadžmenta koji udovoljavaju sljedećim kriterijima: akademskoj izvrsnosti, povezanosti s praksom i međunarodnoj orijentaciji. U opsežnom akreditacijskom procesu studijski program BDiB - Bachelor Degree in Business uspio je 9. veljače 2011. dobiti spomenutu akreditaciju, a također i dvije reakreditacije: 19. veljače 2014. te 15. veljače 2017. godine.

### AACSB Business akreditacija
AACSB International (Association to Advance Collegiate Schools of Business) američka je profesionalna neprofitna organizacija, sa sjedištem u Tampa, SAD, čija je osnovna uloga evaluacija visokoobrazovnih institucija u području ekonomije i poslovne ekonomije. Postupak evaluacije za Business (Poslovnu) akreditaciju provodi se kroz 15 standarda organiziranih u sljedećih nekoliko ključnih područja djelovanja institucije: strateško upravljanje i inovacije, sudionici obrazovnog procesa (studenti, nastavno i nenastavno osoblje), nastavni programi i procesi, akademsko i stručno zalaganje. Svi procesi evaluacije se temelje na tri načela: angažman, inovacije i utjecaj (engagement, innovation, impact) s kojima se želi trajno promijeniti svijest institucije o potrebi kontinuiranog rada na osiguranju kvalitete. Ekonomski fakultet - Zagreb ovu je misiju uspješno završio u razdoblju od tri i pol godine te od srpnja 2019. godine ponosno nosi i ističe AACSB Business akreditaciju. Ovim prestižnim priznanjem Ekonomski fakultet - Zagreb pozicionirao se među 5% najboljih visokoobrazovnih institucija iz područja ekonomije i poslovne ekonomije na globalnoj razini. Time je Ekonomski fakultet - Zagreb postao jedina sveučilišna institucija odnosno jedini fakultet u Republici Hrvatskoj kojem je dodijeljena AACSB Business akreditacija.

## Zanimljivosti o djelatnosti Fakulteta

### Studentske udruge
Statutom Ekonomskog fakulteta – Zagreb studentima je dano pravo na ustrojavanje strukovnih, sportskih i drugih nepolitičkih i neprofitabilnih udruga u obliku sekcija i sličnog na Fakultetu i izvan Fakulteta.
Danas na Fakultetu djeluju sljedeće studentske udruge:
- Studentski zbor Sveučilišta u Zagrebu
- eSTUDENT
- Studentska udruga Menadžera
- AIESEC
- Hrvatska studentska asocijacija
- Manager
- Veslački klub Ekonomist
- Financijski klub
- Debatni klub
- Športsko društvo Ekonomskog fakulteta Zagreb
- Ekonomska klinika
- Tourism Lab - udruga studenata turizma Ekonomskog fakulteta
- Ekonomiko

### Poznati studenti
Ekonomski fakultet - Zagreb je tijekom svoje dugogodišnje povijesti dao istaknute ličnosti koje su ostvarile zapaženu karijeru u ekonomskoj znanosti, gospodarstvu i politici. Neka od najpoznatijih imena su:
- Mate Babić, sveučilišni profesor; Potpredsjednik Vlade Republike Hrvatske zadužen za ekonomiju (1990.)
- Mate Boban, predsjednik bivšeg hrvatskog entiteta u Bosni i Hercegovini - Hrvatske republike Herceg-Bosne (1991. – 1994.)
- Mato Crkvenac, sveučilišni profesor; potpredsjednik Sabora (1986. – 1990.); ministar financija (2000. – 2003.)
- Tomislav Ćorić, docent; ministar zaštite okoliša i energetike (2016.-)
- Savka Dabčević-Kučar, predsjednica Vlade SR Hrvatske i predsjednica Izvršnog vijeća Sabora SR Hrvatske (1967. – 1969.)
- Martina Dalić, potpredsjednica Vlade i ministrica gospodarstva, malog i srednjeg poduzetništva i obrta (2016. – 2018.)
- Gordan Družić, akademik Hrvatske akademije znanosti i umjetnosti
- Ivo Družić, sveučilišni profesor; istaknuti političar
- Ljubo Jurčić, sveučilišni profesor; ministar gospodarstva (2002. – 2003.)
- Pero Jurković, sveučilišni profesor; guverner Hrvatske narodne banke (1992. – 1996.); glavni savjetnik Predsjednika Republike Hrvatske za gospodarstvo (1997. – 2000.)
- Boris Lalovac, ministar financija (2014. – 2016.)
- Slaven Letica, sveučilišni profesor; osobni savjetnik Predsjednika Republike Hrvatske (1990. – 1991.); istaknuti političar
- Filip Lukas, sveučilišni profesor; predsjednik Matice hrvatske (1928. – 1945.)
- Zdravko Marić, ministar financija (2016.-)
- Mato Mikić, sveučilišni profesor; gradonačelnik Grada Zagreba (1982. – 1983., 1986. – 1990.)
- Mijo Mirković, sveučilišni profesor; akademik Hrvatske akademije znanosti i umjetnosti
- Đuro Njavro, savjetnik Predsjednika Republike za gospodarstvo (1993. – 1995.)
- Marija Pejčinović Burić, potpredsjednica Vlade Republike Hrvatske i ministrica vanjskih i europskih poslova u Vladi Republike Hrvatske (2017. – 2019.); glavna tajnica Vijeća Europe (2019.-)
- Ivo Perišin, sveučilišni profesor; gradonačelnik Grada Splita (1965. – 1967.)
- Željko Rohatinski, guverner Hrvatske narodne banke (2000. – 2012.)
- Jakov Sirotković, sveučilišni profesor; akademik Hrvatske akademije znanosti i umjetnosti; rektor Sveučilišta u Zagrebu (1966. – 1968.); potpredsjednik Saveznoga izvršnog vijeća Vlade SFRJ (1970. – 1974.), predsjednik Izvršnog vijeća Sabora SR Hrvatske (1974. – 1978.); predsjednik Jugoslavenske akademije znanosti i umjetnosti (1978. – 1991.)
- Vladimir Stipetić, sveučilišni profesor; akademik Hrvatske akademije znanosti i umjetnosti; član Izvršnog vijeća Sabora (1971. – 1974.); potpredsjednik Svjetskog prehrambenog savjeta UN (1978. – 1981.); rektor Sveučilišta u Zagrebu (1986. – 1989.)
- Borislav Škegro, savjetnik Predsjednika Republike za ekonomska pitanja (1993.); potpredsjednik Vlade Republike Hrvatske za ekonomska pitanja (1993. – 2000.); ministar financija Republike Hrvatske (1997. – 2000.)
- Ivan Šuker, potpredsjednik Vlade Republike Hrvatske i ministar financija (2003. – 2010.)
- Darko Tipurić, sveučilišni profesor; osnivač i član Rotary kluba Zagreb Medveščak; guverner Rotary Distrikta 1913 Hrvatska (2018. – 2019.)
- Zdravko Tomac, sveučilišni profesor; potpredsjednik Vlade demokratskog jedinstva (1991. – 1992.); potpredsjednik Sabora republike Hrvatske (2000. – 2003.)
- Mladen Vedriš, sveučilišni profesor; predsjednik Hrvatskoga nogometnog saveza (1990. – 1994.); predsjednik Izvršnog vijeća Grada Zagreba (1990.); potpredsjednik Vlade Republike Hrvatske za područje gospodarstva (1992. – 1993.); predsjednik Hrvatske gospodarske komore (1993. – 1995.)
- Vladimir Veselica, sveučilišni profesor; ministar u Vladi (1991. – 1992.); predsjednik Hrvatskog društva ekonomista
- Boris Vujčić, sveučilišni profesor; zamjenik guvernera Hrvatske narodne banke (2000. – 2012.); guverner Hrvatske narodne banke (2012.-)
- Alica Wertheimer-Baletić, sveučilišna profesorica; akademkinja Hrvatske akademije znanosti i umjetnosti
- Mihael Zmajlović, ministar zaštite okolliša i prirode (2012. – 2016.)

### Nagrade i priznanja fakulteta
Ekonomski fakultet u Zagrebu godišnje dodjeljuje nagrade i priznanja kao što su: Nagrada za znanstveni rad, nagrade studentima, nagrade i priznanja za znanstvenu izvrsnost, priznanja za nastavnu izvrsnost i priznanja za unaprjeđenje rada Fakulteta. Osim nagrada Fakulteta, dodjeljuju se nagrade od strane drugih institucija, a to su: nagrade studentima Fakulteta i nagrade zaposlenicima Fakulteta.

### Pjesma Fakulteta
Povodom obilježavanja 100. godišnjice osnutka i djelovanja, Ekonomski fakultet - Zagreb je krajem 2019. godine postao prva znanstveno-istraživačka i obrazovna institucija u Republici Hrvatskoj koja je snimila svoju promotivnu pjesmu i video spot. Projekt pod nazivom "Samo zbog nje" realiziran je u suradnji s pop grupom Pravila Igre. Tekst pjesme napisala je Sonja Buljan, dok je glazbu skladao Miro Buljan. Aranžman pjesme potpisuje grupa Pravila Igre, glazbeni producent je Ivan Zečić, a tonski snimatelj Tomislav Bačurin - Lima. Video spot za pjesmu realiziran je s produkcijskom kućom Gema produkcija, a redatelj je Dario Lepoglavec. Posebnu vrijednost ovom projektu daje činjenica da su članovi benda Pravila Igre, Goran i Marko Belošević, te svi glavni i sporedni glumci zapravo bivši i sadašnji studenti i djelatnici Ekonomskog fakulteta - Zagreb, a za scenografiju su se koristili prostori Ekonomskog fakulteta - Zagreb. 
U kratkom vremenu pjesma je postigla veliku popularnost u radijskom, televizijskom i elektroničkom eteru. Za svoju pjesmu Fakultet je dobio vrijednu nagradu publike Cesarica kao hit mjeseca studenog 2019. godine.

## Galerija fotografija
- Knjižnica i učionica Ekonomskog fakulteta
- Parkiralište na sjevernoj strani zgrade
- Pogled s vrha zgrade na Zvonimirovu ulicu. U pozadini se nejasno vide Zagrepčanka i Cibonin toranj
- Ulaz Centra za poslijediplomske studije

## Unutarnje poveznice
- Sveučilište u Zagrebu
- Ekonomski fakultet u Splitu
- Ekonomski fakultet u Rijeci
- Ekonomski fakultet u Osijeku

## Vanjske poveznice
- Službena web stranica Ekonomskoga fakulteta u Zagrebu
- Službeni Instagram profil Ekonomskog fakulteta u Zagrebu
- Službeni Facebook profil Ekonomskog fakulteta u Zagrebu
- Službeni LinkedIn profil Ekonomskog fakulteta u Zagrebu[neaktivna poveznica]